# Claude Beausoleil (chef opérateur)
Pour les articles homonymes, voir Claude Beausoleil et Beausoleil.
Claude Beausoleil est un directeur de la photographie français né le 14 décembre 1928 à Asnières et mort le 21 mars 1983 à Lyon.

## Filmographie partielle
- 1965 : Le Bonheur d'Agnès Varda
- 1965 : Nick Carter et le trèfle rouge de Jean-Paul Savignac
- 1966 : Marie Soleil d'Antoine Bourseiller
- 1966 : Bérénice de Pierre-Alain Jolivet
- 1968 : L'Enfance nue de Maurice Pialat
- 1969 : Slogan de Pierre Grimblat
- 1969 : Trente-six heures de Philippe Haudiquet (court métrage)
- 1971 : Léa l'hiver de Marc Monnet
- 1971 : La Révélation d'Alain Lavalle
- 1972 : Les Gants blancs du diable de László Szabó
- 1977 : Ben et Bénédict de Paula Delsol
- 1978 : Les Bâtisseurs / Larzac 75-77 de Philippe Haudiquet
- 1979 : Les Givrés d'Alain Jaspard
- 1982 : Bactron 317 ou L'espionne qui venait du show de  Jean-Claude Strömme et Bruno Zincone